# Officier de robe courte
 (octobre 2022).
Si vous disposez d'ouvrages ou d'articles de référence ou si vous connaissez des sites web de qualité traitant du thème abordé ici, merci de compléter l'article en donnant les références utiles à sa vérifiabilité et en les liant à la section « Notes et références ».
Sous l'Ancien Régime, les officiers de robe courte étaient des agents d'origine noble chargés du maintien de l'ordre dans les villes. 

## Étymologie
La dénomination de robe courte vient de la distinction entre noblesse de robe et noblesse d'épée, et des deux types d'officiers portant des robes longues ou courtes en fonction de leur statut. La robe désigne ainsi la profession de personnes de justice. 